# 博奈爾 (印第安納州)
博奈爾（英語：Bonnell）是位於美國印第安納州迪爾伯恩縣的一個非建制地區。該地的面積和人口皆未知。

## 地理
博奈爾的座標為39°10′06″N 84°58′27″W / 39.16833°N 84.97417°W，而該地的平均海拔高度為193米（即633英尺）。